# 1737 en philosophie
Chronologie de la philosophie
- 1733
- 1734
- 1735
- 1736
- 1737
- 1738
- 1739
- 1740
- 1741

L’année 1737 a été marquée, en philosophie, par les événements suivants :

## Naissances
- 29 janvier à Thetford en Grande-Bretagne : Thomas Paine, mort le 8 juin 1809 à New York aux États-Unis, est un intellectuel, pamphlétaire, révolutionnaire britannique, américain et français. Il est connu pour son engagement durant la révolution américaine en faveur de l'indépendance des treize colonies britanniques en Amérique du Nord. Il a exposé ses positions dans un célèbre pamphlet intitulé Le Sens commun, publié quelques mois avant la signature de la Déclaration d’indépendance américaine en 1776.

## Décès
- Après 1737 : 
  - Samuel Colliber, philosophe anglais.